# Steeplechase

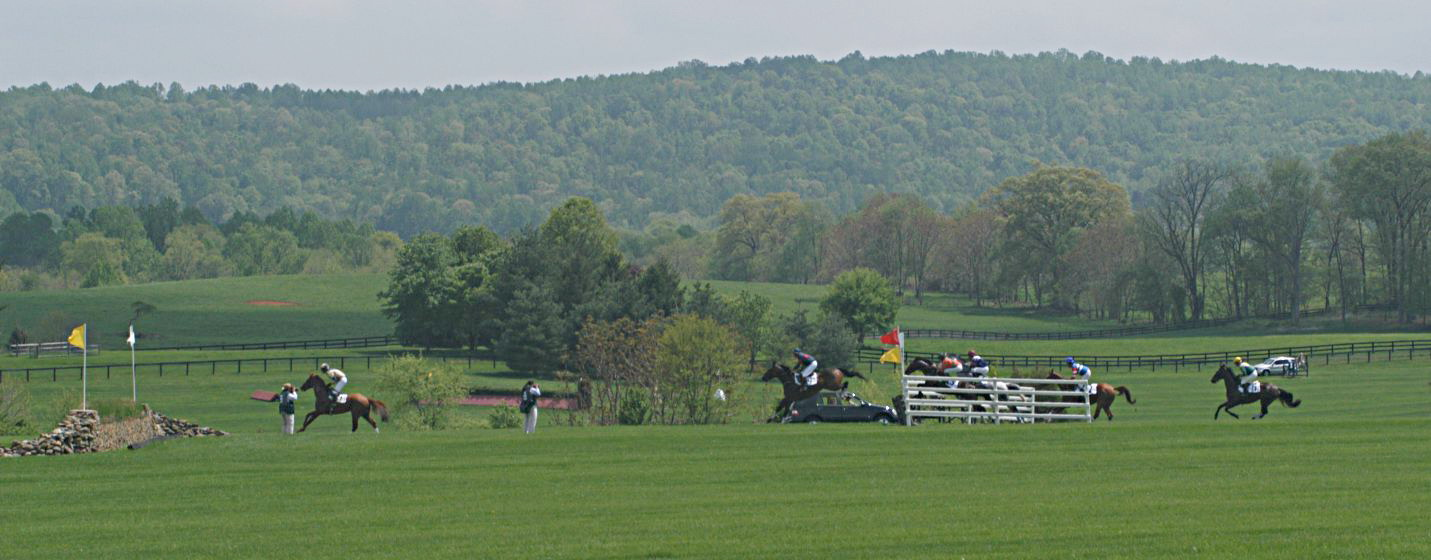
Ett Steeplechaselöp

Steeplechase är en inriktning inom national huntlöpning inom galoppsport. Hästarna rids på ovala banor av jockeys men i motsats till traditionella galopplopp hoppar man även hinder på banan, som kan inkludera vanliga staket, vattenhopp eller ett öppet dike.

## Historia
Den här formen av galoppsport utvecklades under 1700-talet på Irland då man tävlade med sina hästar i skog och över ängar från en kyrkas klockstapel till nästa klockstapel (som på engelska heter Steeple) därav namnet steeplechase. Det sägs att det första loppet uppstod på grund av ett vad 1752 mellan Cornelius O'Callaghan och Edmund Blake på Irland. De slog vad om vem som kunde rida snabbast i besvärlig terräng över en distans på 7,2 km. Loppet skulle gå mellan klockstapeln på Buttevant Church och St Leger Church i området Cork och loppet drog stor publik. Blake vann loppet och belönades med stora mängder rom från Jamaica och även bordeaux- och portvin. 
1810 hölls det första officiella loppet på en förberedd bana med hinder i Bedford i England. I slutet av 1800-talet kom sporten till USA när en man vid namn Thomas Hitchcock, som var en stor polospelare i USA, anlade ett träningscenter och en bana för steeplechase på sin gård i Aiken, South Carolina. Han importerade galopphästar från England och tränade dem hårt innan han arrangerade privata lopp för familj, vänner och bekanta. Sporten fördes vidare med Thomas vänner och bekanta för att på så sätt spridas och sporten blev snabbt populär. 
Även Australien har steeplechase som förts dit av engelska nybyggare.

## Kända löpningar
Världens mest berömda steeplechaselöp är Englands Grand National som rids varje år på Aintree Racecourse i Liverpool. Banan som är 7,22 km lång är hästskoformad med 30 hinder. Den svenska motsvarigheten till Englands Grand National är Svenskt Grand National som rids på Strömsholm. 